# Alois Jirovetz
Alois Jirovetz (* 4. April 1903 in Möllersdorf; † 7. September 1980) war ein österreichischer Politiker (SPÖ) und Eisengießer. Jirovetz war von 1960 bis 1970 Abgeordneter zum Landtag von Niederösterreich.

## Leben
Jirovetz besuchte nach der Volksschule die Bürgerschule und war von 1917 bis 1929 als Metallarbeiter tätig. Er war danach arbeitslos und fand ab 1931 Arbeit als Gemeindeangestellter. Jirovetz war zwischen 1934 und 1935 aus politischen Gründen in Haft und danach arbeitslos, 1938 fand er schließlich Arbeit als Gemeindearbeiter. Er wurde vorübergehend zum Militärdienst eingezogen.

## Politik
Im Jahr 1945 wurde Jirovetz zum  Gemeinde- und Stadtrat in Traiskirchen gewählt. Er war beruflich in der Folge als Amtsstellenleiter der Arbeiterkammer Niederösterreich tätig und wurde 1957 Vizebürgermeister. Zwischen 1960 und 1972 übte er das Amt des Bürgermeisters von Traiskirchen aus. Er vertrat die SPÖ zwischen dem 23. Juni 1960 und dem 2. Juli 1970 im Niederösterreichischen Landtag. Heute erinnert in Möllersdorf die Alois Jirovetz-Straße an ihn.